# Gheylshagen
Gheylshagen (oder Gheilshagen) ist eine Wüstung im Landkreis Göttingen, die bislang noch nicht genau lokalisiert werden konnte. Man vermutet den Standort in der Umgebung des heutigen Forsthauses Rehhagen, etwa 5,5 km südöstlich von Osterode am Harz und etwa 1,5 km östlich von Düna.
Es gibt eine urkundliche Erwähnung aus dem Jahr 1337, als Herzog Wilhelm von Braunschweig-Grubenhagen eine Landteilung unter sich und seinem Bruder Heinrich vornahm, wobei dieser u. a. Gheylshagen erhielt. 
Im Jahr 1785 wird ein Forstort Kaydels Hagen erwähnt, und um 1860 tauchen die Namen Keitelshagen und Keilshagen auf. Auf der alten Bergbaukarte Herciniae Metalliferae von 1737 ist Keilshage ungefähr da eingezeichnet, wo heute die kleine Siedlung Aschenhütte liegt.